# Руруй
Руруй (на руски: Руруй; на японски: ルルイ岳) (Руруйдаке) е сложен стратовулкан, разположен в северната част на остров Кунашир, принадлежащ към веригата на Южните Курилски острови, Сахалинска област на Русия. Островът се намира на 25 км от полуостров Ноцуке на Хокайдо и е обект на териториален спор между Русия и Япония. В съответствие с Конституцията на Руската федерация, островът е част от територията на Русия, а според административно-териториалното деление на Япония той е част от окръг Немуро, префектура Хокайдо в Япония.

## Описание
Руруй е сложен, андезитно-дацитен вулкан, образуван в края на Плейстоцена. Разположен е в северния край на хребета Дукучаев, на брега на протока Екатерина, свързващ Охотско море и Тихия океан. Намира се близо до вулкана Тятя, северозападно от него. Издига се на 1485 м над морското равнище. Вулканичният конус е разположен върху основа, продукт на първия ледников период. Три широки и дълбоки каньона, започващи от върха, почти напълно разрушават кратера и значително ерозират фланговете му. Вследствие на това днес кратерът е широко отворен на север. По-тесните каньони, които вървят надолу, са циркуси, частично моделирани при второто заледяване. По стръмните им стени може да се види типичната структура на стратовулкана. Западната страна на конуса е изградена от двупироксенов андезит с 58% SO2. В една ограничена зона на западния склон се виждат оцветени в светлочервено скали, продукт на дейността на фумаролите. Намират се на 150 до 350 м над морското ниво и заемат площ от 1 км2.
На северозапад основите на вулкана достигат до Охотско море, на североизток и югозапад се вижда терциерната основа, а на югоизток граничи с полуразрушените останки на вулкана Смирнов. Често Руруй и Смирнов се разглеждат като една обща структура. Смирнов има леко наклонена конструкция с височина 1189 м, която отчасти е запазила формата си, но южната страна е силно ерозирала от ледници така, че там също се показва терциерната основа. На югоизточния скат, в широко ледниково корито се издига пирокластичен конус, който е подхранил лавов поток с дължина 4 км. Друг пирокластичен конус е разположен в основата на падина близо до края на потока от лава. В ледникова долина в северната част се намират още два лавови купола, формирани през Холоцена.
Руруй и Смирнов се намират в една от най-дивите и недостъпни участъци на остров Кунашир. В подножието им, на разстояние от около 1,5 км, има повече от 50 горещи извора с минерална вода. Част от тях са разположени непосредствено по крайбрежието и издигащата се пара се вижда още от морето. Температурата на някои достига до 96 °С – 100 °С, а водите им са солени, тъй като съдържат NaCl и хидрогенкарбонати. Други изтичат от по-горните тераси на височина 10 – 12 м. По скалите около тях се виждат красиви, бяло-розови наслоявания от калцит. На височина над 200 м могат да се забележат някои солфатари, от които се разнася силна миризма на сероводород и сернисти газове.
През 2017 г. на западния склон на Руруй, на височина между 400 и 560 м вулканолози откриват нова, неописана група от хидротермални и солфатарни обекти. Намират се в неголяма, чашеобразна падина, останки от древен експлозивен кратер. Тя е гъсто прорязана от потоци и обрасла с гъсталаци от курилски бамбук и Pinus pumila (кедрово джудже). Бреговете на потоците са заети от върби и висока трева. Намерени са две солфатарни полета, малко езеро, многобройни извори с повишена киселинност, две поляни с мофети, газови изходи и още две високопланински езера – Водопадно и Хмуро (Мрачно). От отделно, неголямо отверстие в земята се издига гореща пара.
Нетипично за тези височини и географско разположение, в дъното на изследваната падина, както и по северния склон на вулкана, са открити гори от монголски дъб (Quercus crispula) с дебели над метър стволове. Растат още клен от вида Acer mayrii, къдрав дъб (Kalopanax septemlobus), бряст, редица други дървесни видове и лиани.
Между вулканите Руруй и Тятя протича река Птича, която е втората по големина на острова. Тя е известна със своите водопади, между които е и 12-метровият Птичи. В дълбокия вир под падащите с оглушителен шум води, по време на хвърляне на хайвера, се събира огромно количество сьомга, което представлява необичайна гледка.

## Активност
Във времето между двата ледникови периода Руруй изригва и като резултат се образува нов вулканичен конус, който е активен до края на Плейстоцена. Исторически изригвания не са известни.
В наше време по северозападния склон се наблюдават само фумаролна и термална активност.